# Ivo Pogorelić
 (septembre 2020).
Si vous disposez d'ouvrages ou d'articles de référence ou si vous connaissez des sites web de qualité traitant du thème abordé ici, merci de compléter l'article en donnant les références utiles à sa vérifiabilité et en les liant à la section « Notes et références ».
Ivo Pogorelich, né le 20 octobre 1958 à Belgrade (ex-Yougoslavie), est un pianiste croate. Adepte de la plupart des répertoires du baroque au contemporain, il est particulièrement connu pour la controverse qui a entouré son élimination au concours Chopin de 1980, et pour son style de performance devenu de plus en plus excentrique avec les années, ce qui a suscité à la fois adoration et détestation auprès des fans et des critiques musicaux,.

## Biographie
Ivo Pogorelich est le fils d'un musicien contrebassiste et commence le piano à sept ans. À douze ans, il part étudier au Conservatoire Tchaïkovski de Moscou. En 1976 il commence à étudier avec la pianiste Aliza Kezeradze, qui lui transmet la tradition de l’école Liszt-Siloti ; ils se marieront en 1980 bien qu'elle ait vingt et un ans de plus que lui. Pogorelich remporte en 1978 la Compétition Casagrande à Terni (Italie) et en 1980 le premier prix du Concours musical international de Montréal, mais sa renommée date paradoxalement de sa « mention honorable » au prestigieux Concours international de piano Frédéric Chopin de Varsovie en 1980 : son élimination au deuxième tour provoque d’intenses controverses et la pianiste Martha Argerich, membre du jury, considérant qu’il s’agit d’un génie, démissionne de son poste. Grâce à cette démission, il a obtenu le Prix de la critique qui lui a permis de voir sa carrière portée au firmament par les médias et les critiques.
Il donne son premier concert au Carnegie Hall à New York en 1981. Depuis, il a donné des récitals solistes dans le monde entier, et joué avec de nombreux orchestres, dont l’Orchestre de Paris, les orchestres philharmoniques de Berlin et Vienne, les orchestres symphoniques de Londres, Boston, Chicago. Il a enregistré pour Deutsche Grammophon des œuvres de Bach, Beethoven, Brahms, Chopin, Haydn, Liszt, Mozart, Mussorgsky, Prokofiev, Ravel, Scarlatti, Schumann, Scriabine et Tchaikovsky. Son répertoire de concert comprend également des œuvres de Balakirev, Rachmaninov et plus récemment Granados et Sibelius. Après la mort de son épouse en 1996, il n’a plus enregistré de disque et ses concerts se sont faits plus rares. Récemment, il est de nouveau actif en concert.

## Style
Pogorelich résume ainsi les aspects les plus importants de son apprentissage avec Aliza Kezeradze :
« Premièrement, une perfection technique allant de soi. Deuxièmement, une intuition de la façon dont se développe le son du piano, tel qu’il a été perfectionné par les pianistes compositeurs de la fin du XIXe siècle et du début du XXe siècle, qui concevaient le piano à la fois comme une voix humaine… et comme un orchestre avec lequel ils pouvaient produire une grande variété de couleurs. Troisièmement, la nécessité d’apprendre à utiliser tous les aspects de nos nouveaux instruments, qui ont un son plus riche. Quatrièmement, l’importance de la différenciation. »
Ses interprétations sont d’une maîtrise technique exceptionnelle, non seulement par leur virtuosité mais aussi par la précision et la richesse de la sonorité. Dans le détail, le son est travaillé sur le plan des attaques et des couleurs, avec des moyens différents mais comparables à des pianistes comme Glenn Gould, Vladimir Horowitz ou Arturo Benedetti-Michelangeli. Ses interprétations sont aussi le fruit d’une réflexion musicale sur la structure de l’œuvre, ce qui produit des lectures toujours très personnelles, voire des redécouvertes, où l’univers de chaque compositeur est très différencié. Son approche a pu paraître iconoclaste et critiquée à cet égard, en même temps qu’on pouvait admirer la beauté sonore de son jeu.
Depuis la sortie de son dernier disque en 1999 (quatre scherzi de Chopin), Pogorelich a encore radicalisé son interprétation. Accentuant le caractère expérimental et novateur qui avait forgé sa lecture des Tableaux d'une exposition de Moussorgski, il poursuit sa quête d’absolu notamment en ralentissant toujours plus les tempos des œuvres qu’il aborde, à la manière d’un Celibidache, cherchant à ciseler de nouveaux joyaux sonores par des lectures structurelles inédites des partitions. Concert après concert, il étire de plus en plus les pièces qu’il travaille, comme s’il cherchait à les tendre à leur limite : quelle est la résistance d’une œuvre et quels enchantements secrets peut-elle livrer quand on l’accule dans ses derniers retranchements ? Voilà les questions que semblait par exemple poser la figure marmoréenne de Pogorelich face à son piano, quand il joua la 32e sonate op. 111 de Beethoven en 41 minutes lors d’un concert à New-York en 2006. Celle-là même qu’il avait proposée sur disque chez Deutsche Grammophon en 1983 en 29 minutes, puis, en concert, chaque année plus lentement (en 2004 par exemple, environ 38 minutes). À titre indicatif, comme il a été observé dans la presse, les interprètes de cette œuvre tels Serkin ou Schnabel la jouent en 26 minutes.
Le caractère plus sombre et méditatif qui résulte de ce ralentissement des tempos est probablement aussi accentué par la puissance qu'ont acquise les graves dans ses récentes apparitions publiques. Les voix graves de ses disques sont généralement l'écrin d'un aigu cristallin, un soutien velouté. Plus récemment, elles ont pris (par exemple dans la 3e sonate de Chopin interprétée à Piacenza ou à Tokyo en 2005 ou dans la première Mephisto-Valse de Liszt jouée à Paris en 2008) une dimension plus imposante, ce qui pourrait évoquer Arrau, si n'était son caractère menaçant, presque violent. Les contrastes produits par ces basses écrasées et des aigus presque suaves produisent un effet théâtral captivant tant qu'ils ne nuisent pas à l'intelligibilité de l'œuvre.
Contrastes des tempos et des intensités, aussi grande liberté du tempo au sein même de la phrase musicale. Comme dans cette interprétation de la 24e sonate de Beethoven à Eindhoven en 2008, complètement repensée, sonnant presque atonale, en motifs (plutôt que phrases) recomposés. Sonate dépoussiérée ou défigurée, l'approche pose évidemment la question de la place de l'interprète face à l'œuvre, mais n'en est pas moins passionnante. Ce nouveau style suscite l’incompréhension et le rejet de la majorité des critiques ainsi que d’une partie du public. Comme le conseillait Mahler, Ivo Pogorelich ne se laisse pas aller à la paresse de la tradition. Ce faisant, il réussit à faire saillir des pans entiers des partitions et à donner une cohérence neuve aux œuvres qu’il aborde comme l'atteste sa lecture très profonde des Moments musicaux de Rachmaninov ou du Gibet (Gaspard de la nuit) de Ravel. D'une certaine manière, Ivo Pogorelich remet en question l'idée de l'interprétation moderne, l'effacement de l'interprète comme double du compositeur, au profit d'une lecture subjective, à la manière d'un Busoni ou d'un Horowitz. Cette attitude évoquant finalement la tradition romantique pourra donc déranger, mais une intelligence musicale hors du commun rend ces relectures inoubliables.

## Réception critique
En 1980, Pogorelić a été éliminé au troisième tour du X Concours international de piano Frédéric-Chopin à Varsovie, provoquant des opinions controversées de la part des juges. L'un des jurés, Martha Argerich, l'a proclamé « génie » et a démissionné du jury en signe de protestation. Deux autres jurés ont déclaré qu'il était « impensable qu'un tel artiste ne se rende pas en finale ». Cependant, d'autres juges ont exprimé leur désapprobation des excentricités de Pogorelić. Eugene List lui a donné un score très bas, expliquant : « Il ne respecte pas la musique. Il utilise les extrêmes jusqu'à la distorsion. Et il joue un peu trop la comédie ». Louis Kentner a démissionné après que tous ses étudiants eurent été éliminés du concours lors de la première étape, affirmant que « si des gens comme Pogorelić arrivent à la deuxième étape, je ne peux pas participer au travail du jury. Nous avons des critères esthétiques différents ». Néanmoins, la publicité du scandale a aidé Pogorelić à commencer sa carrière.
Les performances de Pogorelić ont souvent été controversées. Ses interprétations ont été bien accueillies par le public des concerts mais pas toujours par la critique. Le pianiste classique anglais Peter Donohoe a noté une série d'« attaques humiliantes » de la part des critiques tout au long de la carrière de Pogorelić, tout en estimant que sa célébrité était due à « des tonnes de publicités de style pop basées sur ses excentricités » plutôt que sur son talent. Son premier enregistrement de la Sixième Sonate de Prokofiev a reçu des éloges, notamment un prix Rosette dans le Penguin Guide to Classical Recordings. Cependant, le critique du New York Times Harold C. Schonberg a critiqué Pogorelić pour ses tempos inhabituellement lents dans l'op. 111 Sonata de Beethoven, et a déclaré que Pogorelić « semble désespérément essayer d'être le Glenn Gould du pianisme romantique (avec certaines des excentricités de Gould mais rien de son genre particulier de génie) » Vingt ans plus tard, un autre critique du New York Times, Anthony Tommasini, revient sur une interprétation de la même pièce en écrivant : « Voici un immense talent qui s'est tragiquement égaré ».
En 2015, après une longue absence sur la scène britannique des concerts, le récital de Pogorelić au Royal Festival Hall a été largement décrié par la critique,. Écrivant pour The Guardian, Andrew Clements a fortement dénigré sa performance, où « l'éclat technique a apparemment disparu, ne laissant derrière lui que la grossièreté », et a critiqué son jeu de piano comme « si brutalement fort et grossier que [...] le Steinway souffrait de manière audible de son agression ».

## Engagement social
En 1986, il établit une fondation en Croatie afin de faire reconnaître de jeunes musiciens. De 1989 à 1997, se déroule à Bad Wörishofen (Allemagne) un festival qu’il a créé et qui offre à de jeunes artistes la possibilité de jouer avec des artistes renommés. En 1993, il fonde, en conjonction avec l’Ambassador Foundation de Pasadena (Californie), un concours international de piano solo, doté d’un premier prix de 100 000 USD et dont la mission est d’aider de jeunes musiciens à développer leur carrière. En 1994, il aide l’approvisionnement médical pour les habitants de Sarajevo en créant une fondation qui organise des concerts de charité. Il aide également à collecter des fonds notamment pour la reconstruction de Sarajevo et la Croix-Rouge. En 1988, il est nommé ambassadeur de l’UNESCO.

## Répertoire (disque et DVD)
- Disques
  - Frédéric Chopin : Sonate pour piano n°2 en si bémol mineur, op. 35 ; Prélude en ut dièse mineur, op. 45 ; Scherzo en ut dièse mineur, op. 39 ; Nocturne en mi bémol majeur, op. 55 n°2 ; Étude en fa majeur, op. 10 n°8 ; Étude en la bémol majeur, op. 10 n°10 ; Étude en sol dièse mineur, op. 25 n°6 [1981].
  - Ludwig van Beethoven : Sonate pour piano n°32 en ut mineur, op. 111 ; Robert Schumann : Études Symphoniques en forme de variations, op. 13 ; Toccata, op. 7 [1982].
  - Maurice Ravel : Gaspard de la Nuit ; Sergueï Prokofiev : Sonate pour piano n°6 en la majeur, op. 82 [1983].
  - Frédéric Chopin : Concerto pour piano et orchestre n°2 en fa mineur, op. 21 ; Polonaise en fa dièse mineur, op. 44 — Chicago Symphony Orchestra, Claudio Abbado [1983].
  - Piotr Tchaïkovski : Concerto pour piano et orchestre n°1 en si bémol mineur, op. 23 — London Symphony Orchestra, Claudio Abbado [1986].
  - Jean-Sébastien Bach : Suite anglaise n°2 en la mineur, BWV 807 ; Suite anglaise n°3 en sol mineur, BWV 808 [1986].
  - Frédéric Chopin : Préludes, op. 28 [1990].
  - Franz Liszt : Sonate en si mineur ; Alexander Scriabin : Sonate n°2 en sol dièse mineur, op. 19 [1992].
  - Johannes Brahms : Capriccio en fa dièse mineur, op. 76 n°1 ; Intermezzo en la majeur, op. 118 n°2 ; Rhapsodies, op. 19 ; Intermezzi, op. 117 [1992].
  - Joseph Haydn : Sonate en la bémol majeur, Hob. XVI-46 ; Sonate en ré majeur, Hob. XVI-19 [1992].
  - Domenico Scarlatti : Sonates K. 20 en mi majeur, K. 135 en mi majeur, K. 9 en ré mineur, K. 119 en ré majeur, K. 1 en ré mineur, K. 87 en si mineur, K. 98 en mi mineur, K. 13 en sol majeur, K. 8 en sol mineur, K. 11 en ut mineur, K. 450 en sol mineur, K. 159 en ut majeur, K. 487 en ut majeur, K. 529 en si bémol majeur, K.380 en mi majeur [1992].
  - Wolfgang Amadeus Mozart : Fantaisie pour piano en ré mineur, KV 397 ; Sonate pour piano en sol majeur, KV 283 ; Sonate pour piano en la majeur « Alla Turca » KV 331 [1995].
  - Modeste Moussorgski : Tableaux d'une exposition ; Maurice Ravel : Valses nobles et sentimentales [1997].
  - Frédéric Chopin : Scherzo n°1 en si mineur, op. 20 ; Scherzo n°2 en si bémol mineur, op. 31 ; Scherzo n°3 en ut dièse mineur, op. 39 ; Scherzo n°4 en mi majeur, op. 54 [1998].
  - Ludwig van Beethoven : Sonates pour piano n°22 et 24 ;  Serguei Rachmaninov : Sonate pour piano No. 2 In B-flat Minor Op. 36 (Rev. 1931 Edition) [Sony, 2019].
  - Frédéric Chopin : Nocturnes, Op. 48, Nocturnes, Op. 62, Fantasy In F Minor, Op. 49, Piano Sonata No. 3 In B Minor, Op. 58 [Sony, 2022].

- DVD.
  - Jean-Sébastien Bach : Suites anglaises no. 2 et 3,
  - Ludwig van Beethoven : Sonates no. 11, 27 et 32, Bagatelle Für Elise WoO 59,
  - Frédéric Chopin : Nocturne op. 55 no. 2, Polonaises op. 40 no.2 et op. 44, Préludes op. 45 et op. 28 no. 1, Sonates no. 2 et 3,
  - Joseph Haydn : Sonate no. 46,
  - Wolfgang Amadeus Mozart : Sonates pour piano KV 331,
  - Domenico Scarlatti : 6 Sonates,
  - Alexandre Scriabine : Deux poèmes op. 32, Étude op. 8 no. 2.
- Répertoire additionnel en concert.
  - Mili Balakirev : Islamey,
  - Ludwig van Beethoven : Sonates no. 8, 17, 23, Rondo a capriccio op. 129,
  - Johannes Brahms : Variations Paganini,
  - Frédéric Chopin : Concertos pour piano no. 1 et 2 (version pour quintette),
  - Enrique Granados : 2 danses espagnoles (Andaluza et Danza Triste),
  - Franz Liszt : Études d'exécution transcendante no. 5 (Feux follets), 8 (Wilde Jagd) et 10 (Allegro agitato), Mephisto-Valse no. 1, Après une lecture du Dante
  - Felix Mendelssohn : Concerto no. 1,
  - Sergueï Prokofiev : Concerto pour piano no. 3,
  - Serguei Rachmaninov : Moments musicaux op. 16, Sonate no. 2, Concerto pour piano no. 2,
  - Robert Schumann : Concerto, Fantaisie, Faschingsschwank aus Wien,
  - Alexander Scriabin : Sonates no. 3 et 4,
  - Jean Sibelius : Valse triste,
  - Igor Stravinsky : Trois mouvements de Petroushka.